# Rublacedo de Abajo
Rublacedo de Abajo település Spanyolországban, Burgos tartományban. Rublacedo de Abajo Carcedo de Bureba, Rojas, Galbarros, Monasterio de Rodilla és Valle de las Navas községekkel határos. Lakosainak száma 33 fő (2024).

## Népesség
A település népessége az utóbbi években az alábbiak szerint változott:
| Lakosok száma | 36   | 40   | 33   | 34   | 37   | 33   | 29   | 34   | 29   | 33   |
|               | 2001 | 2004 | 2006 | 2009 | 2011 | 2014 | 2016 | 2019 | 2021 | 2024 |